# José Villegas Cordero
José Villegas Cordero – hiszpański malarz pochodzący z Sewilli.